# Faura
Faura ist ein Municipio (entspricht einer Gemeinde) in der Region Valencia in Spanien.

## Lage
Faura liegt in der Comarca El Camp de Morvedre, circa 32 Kilometer nördlich von Valencia entfernt.